# Grewia pamanziana
Grewia pamanziana är en malvaväxtart som beskrevs av R. Viguier. Grewia pamanziana ingår i släktet Grewia och familjen malvaväxter. Inga underarter finns listade i Catalogue of Life.